# 纳沙泰尔牧师会教堂

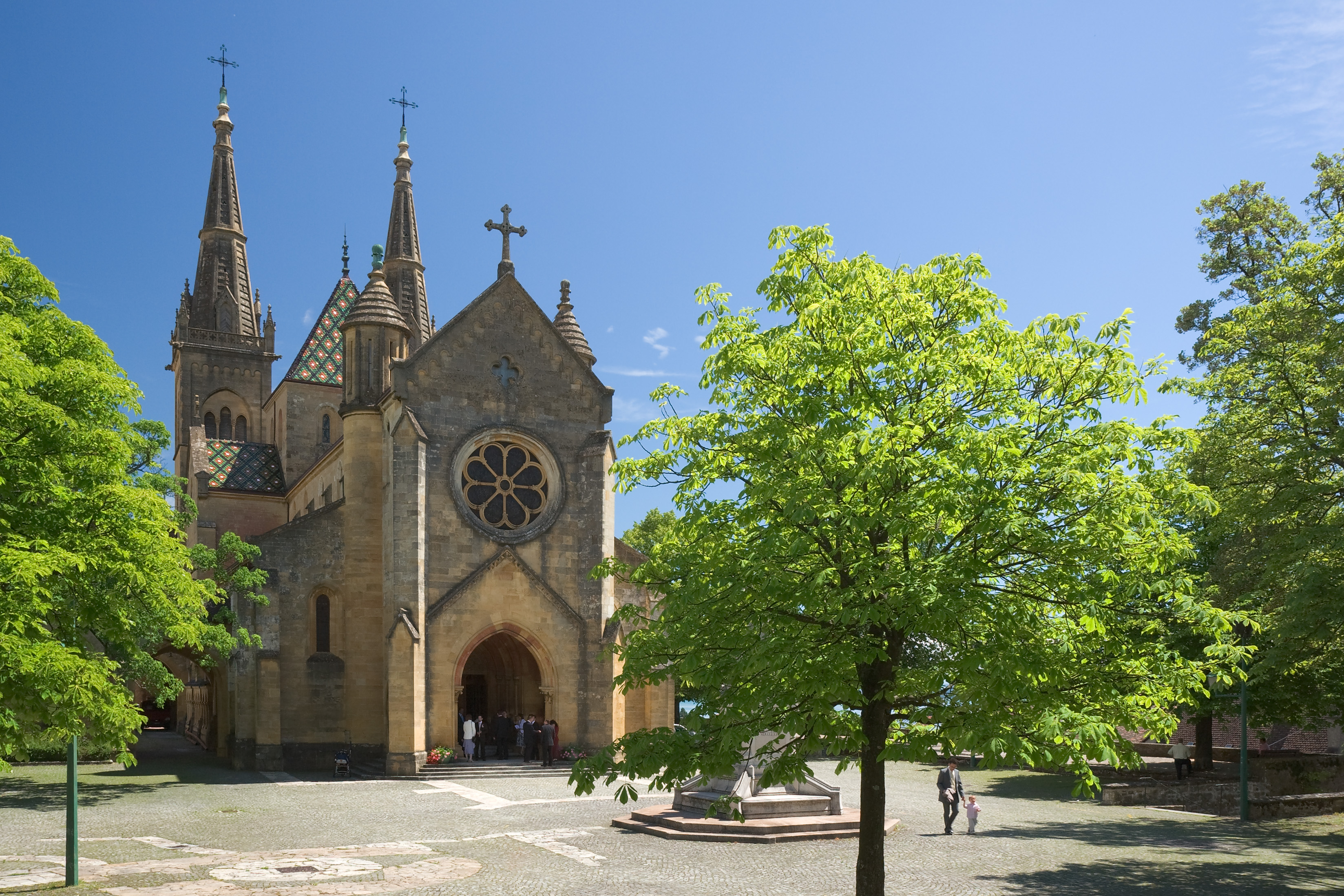

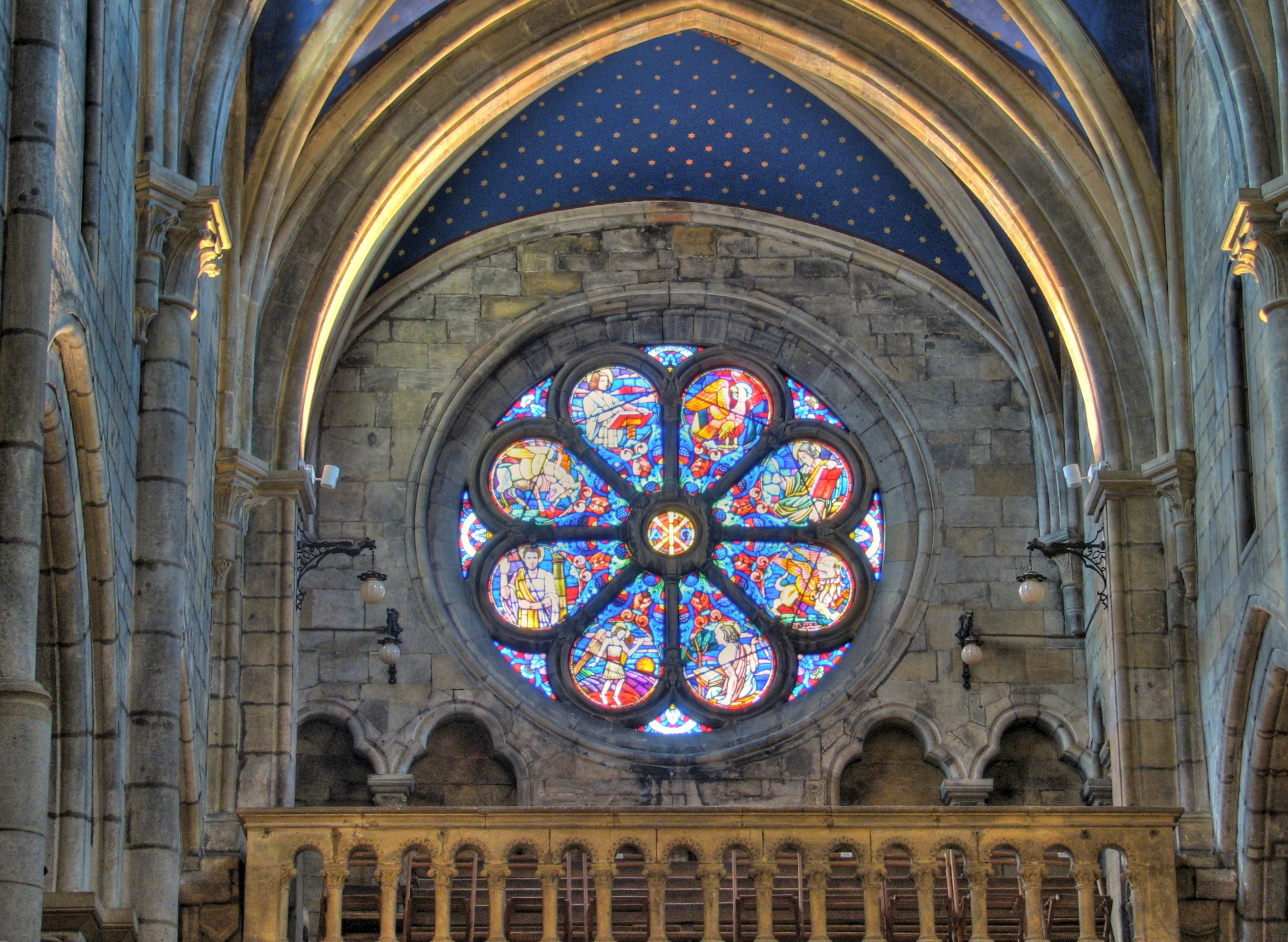
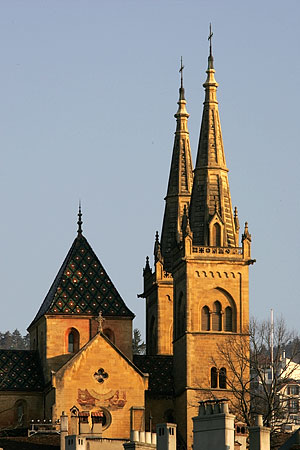
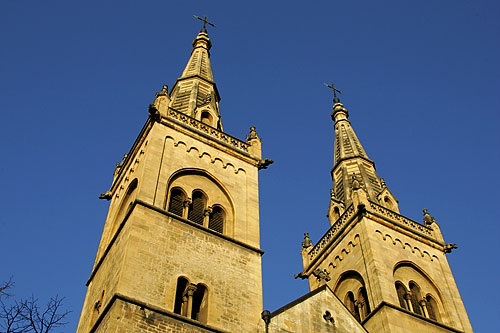
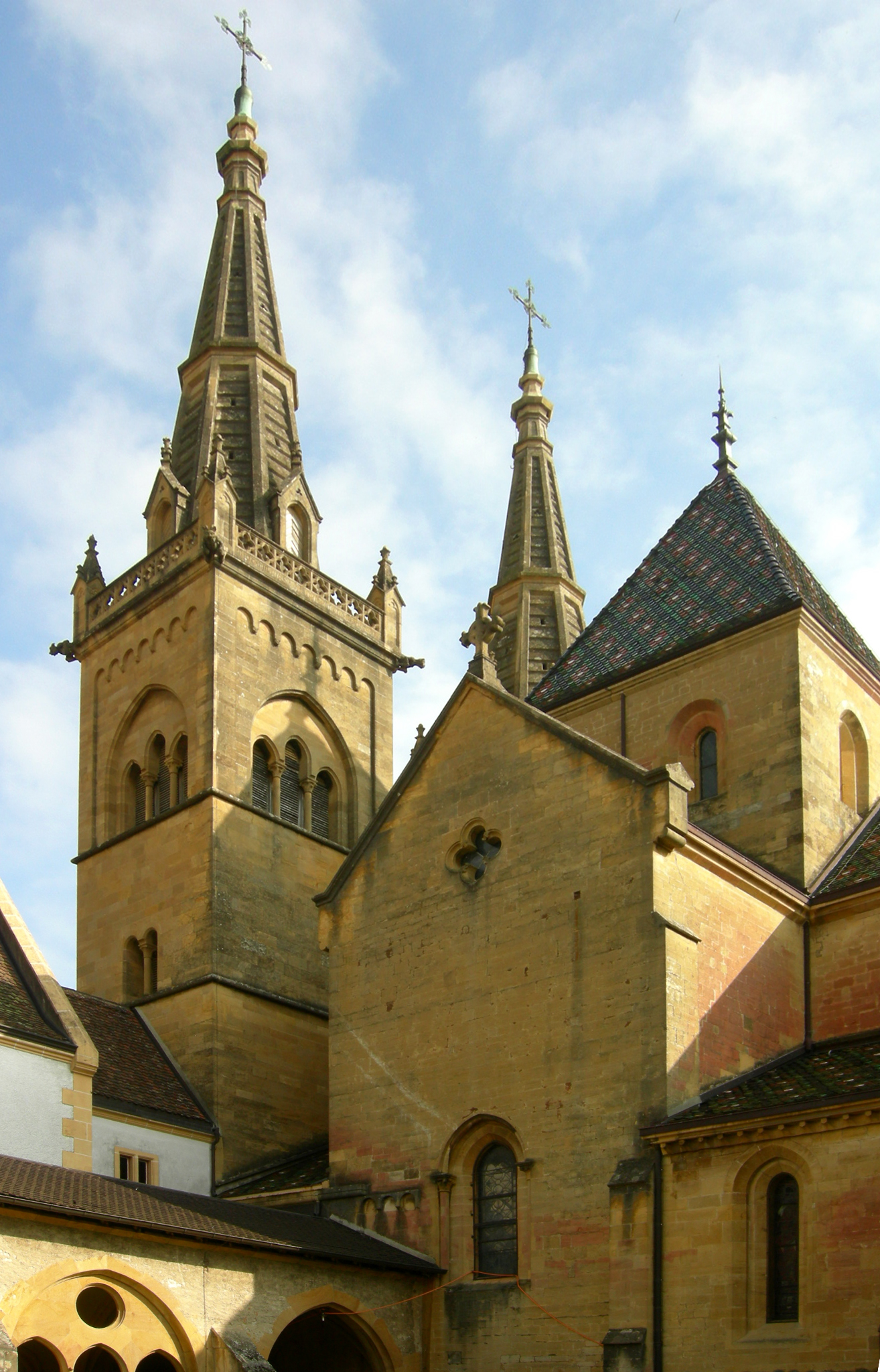
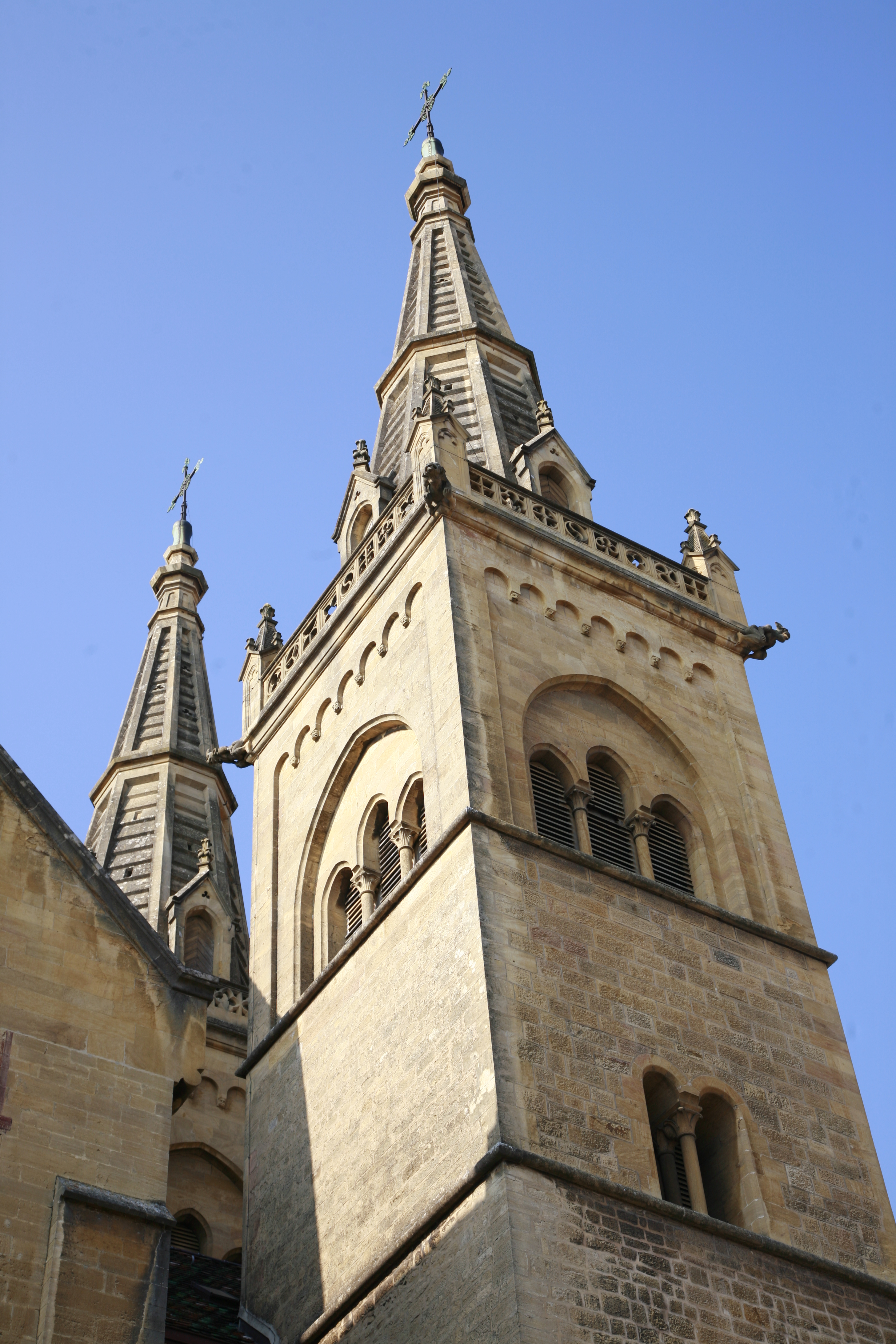
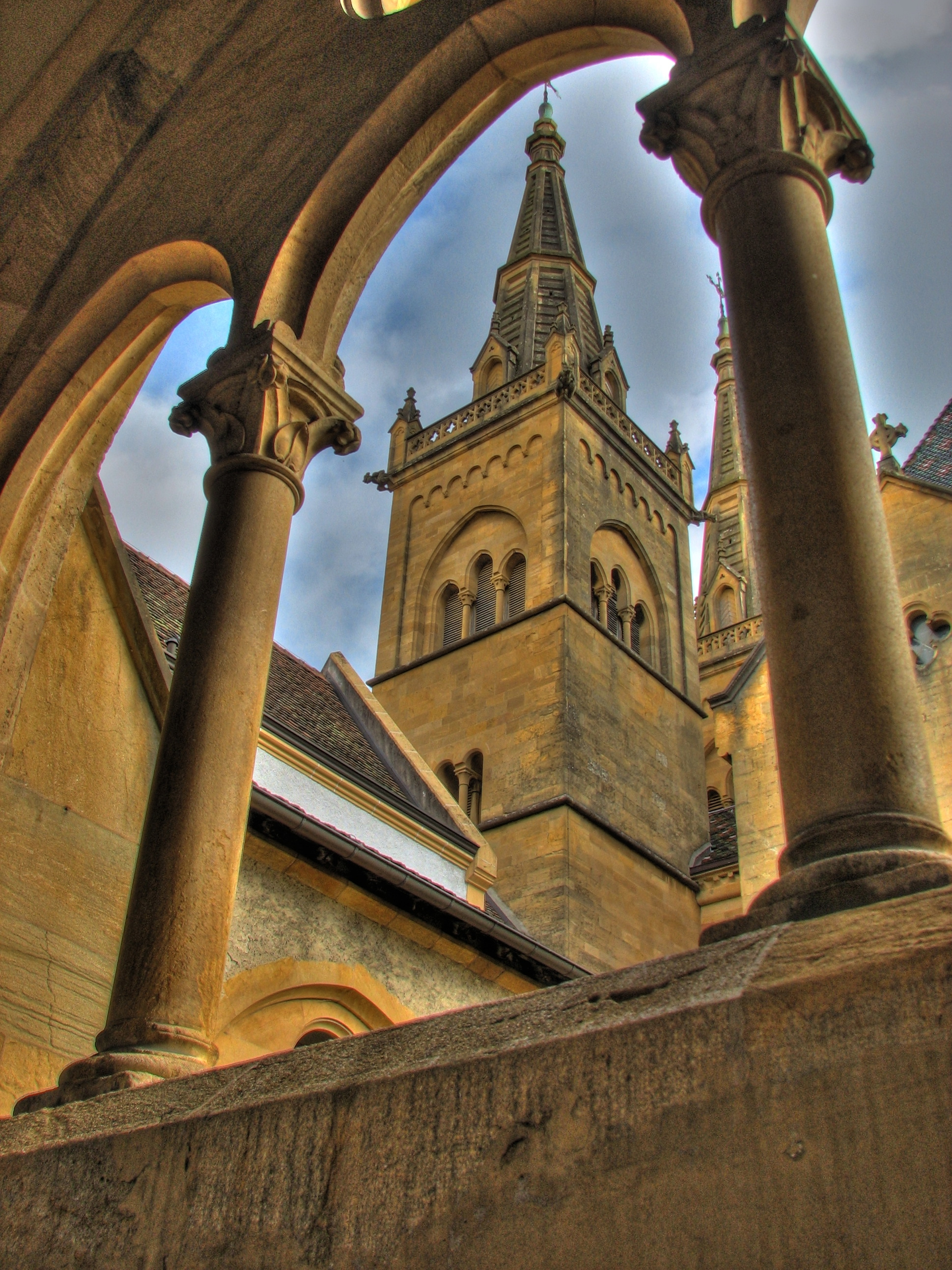
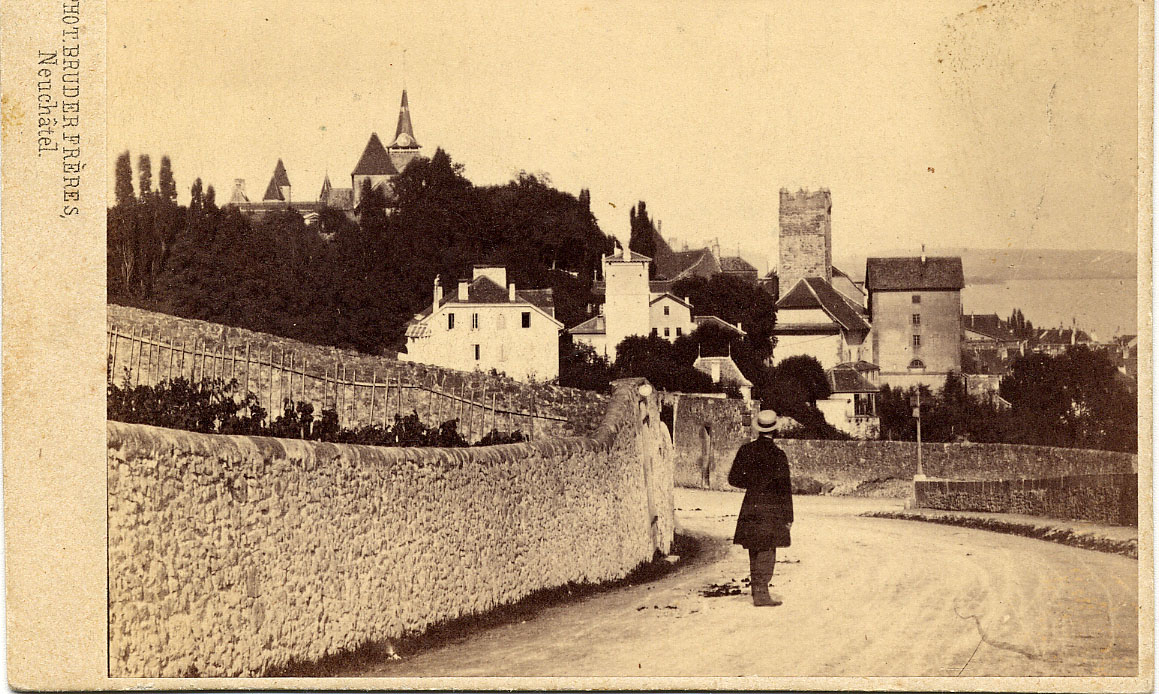
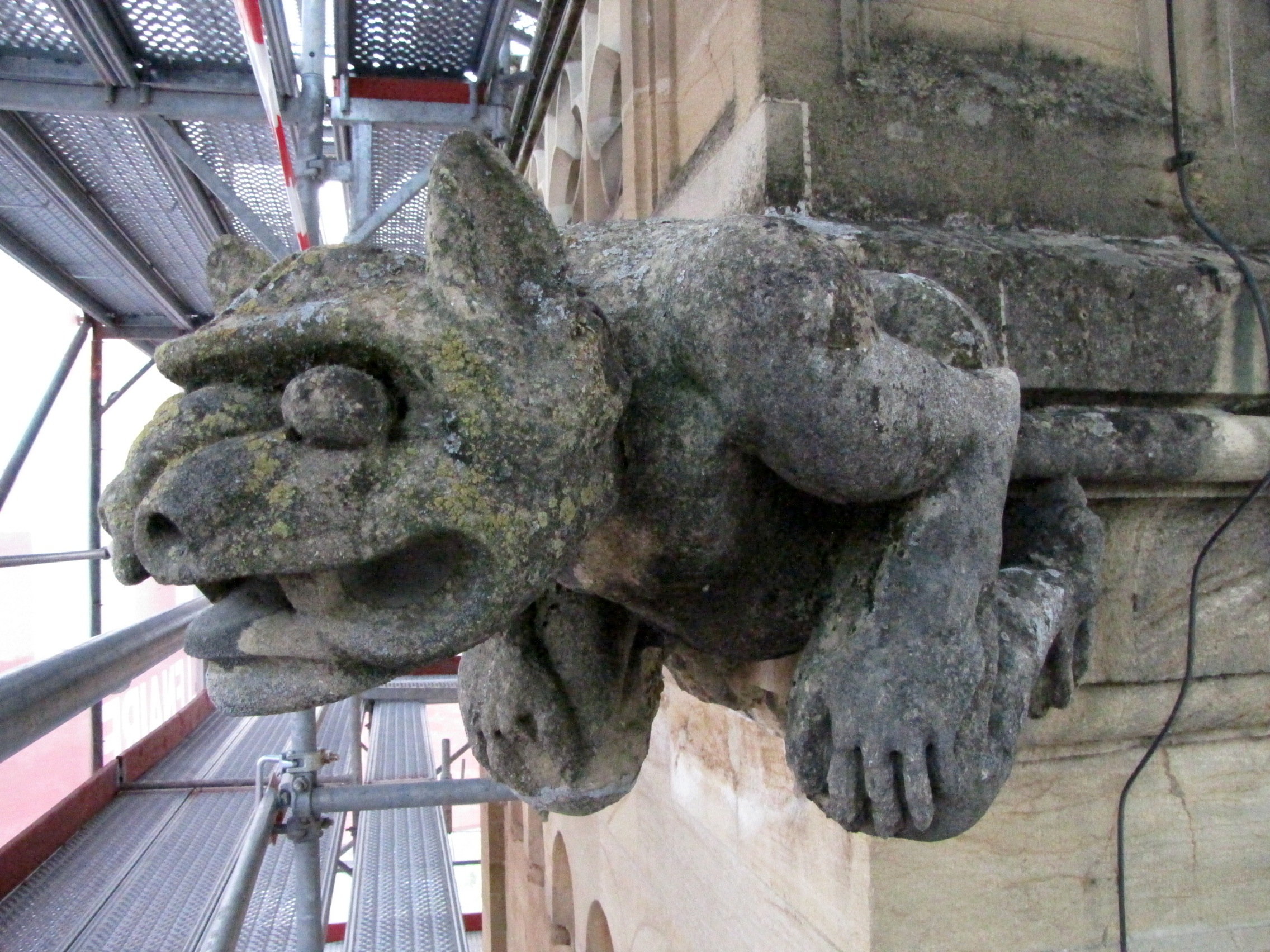

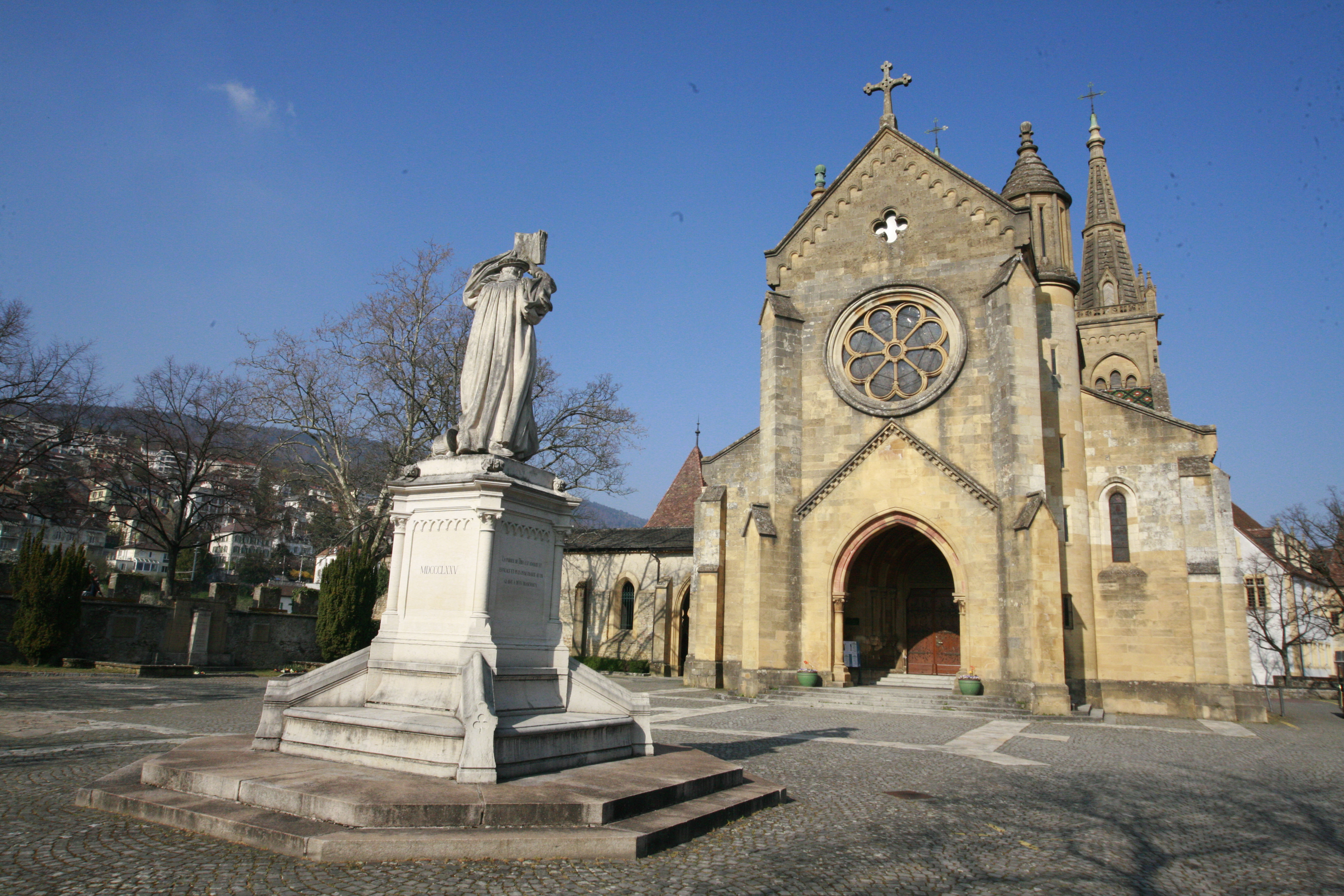
.

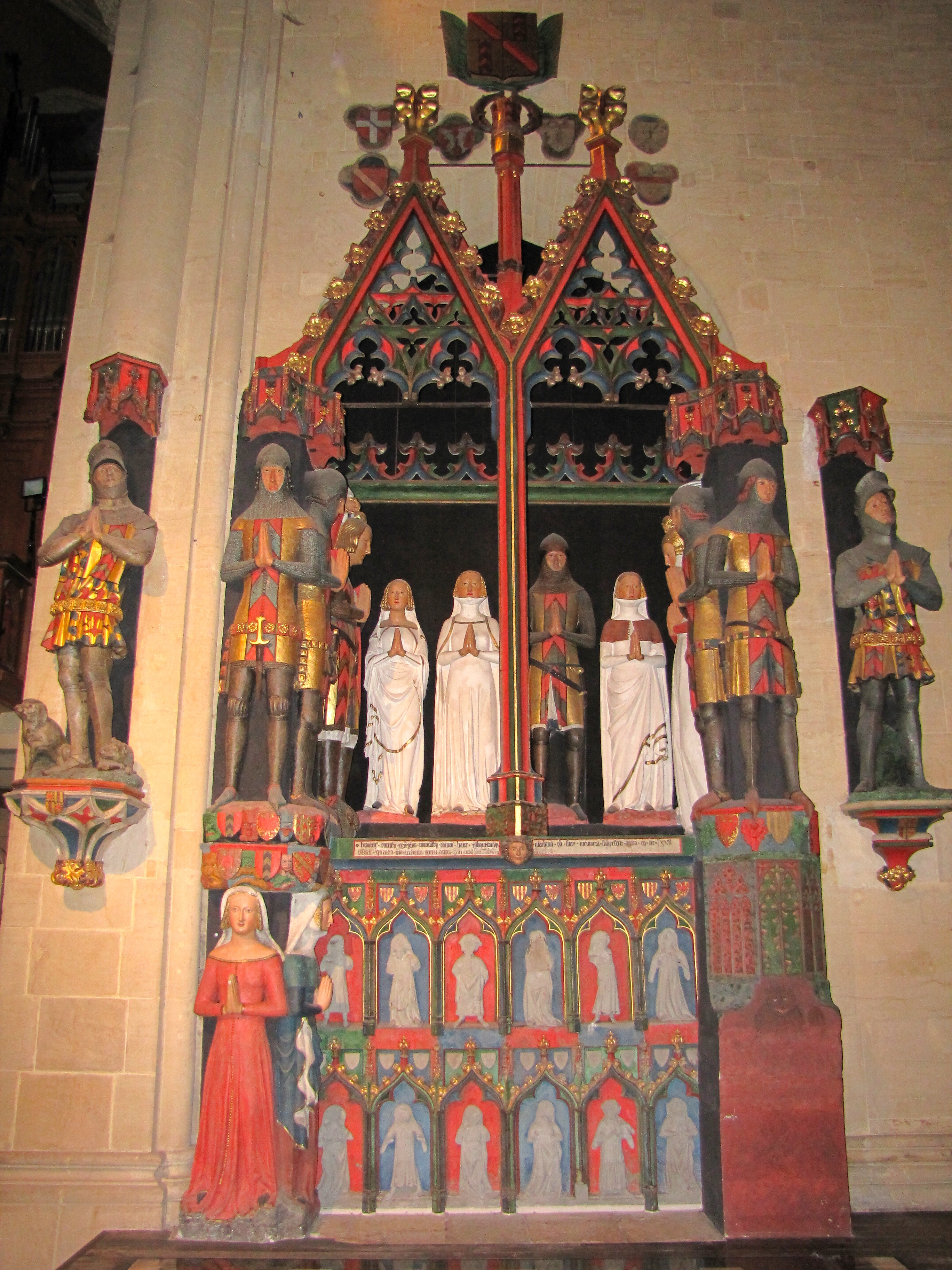
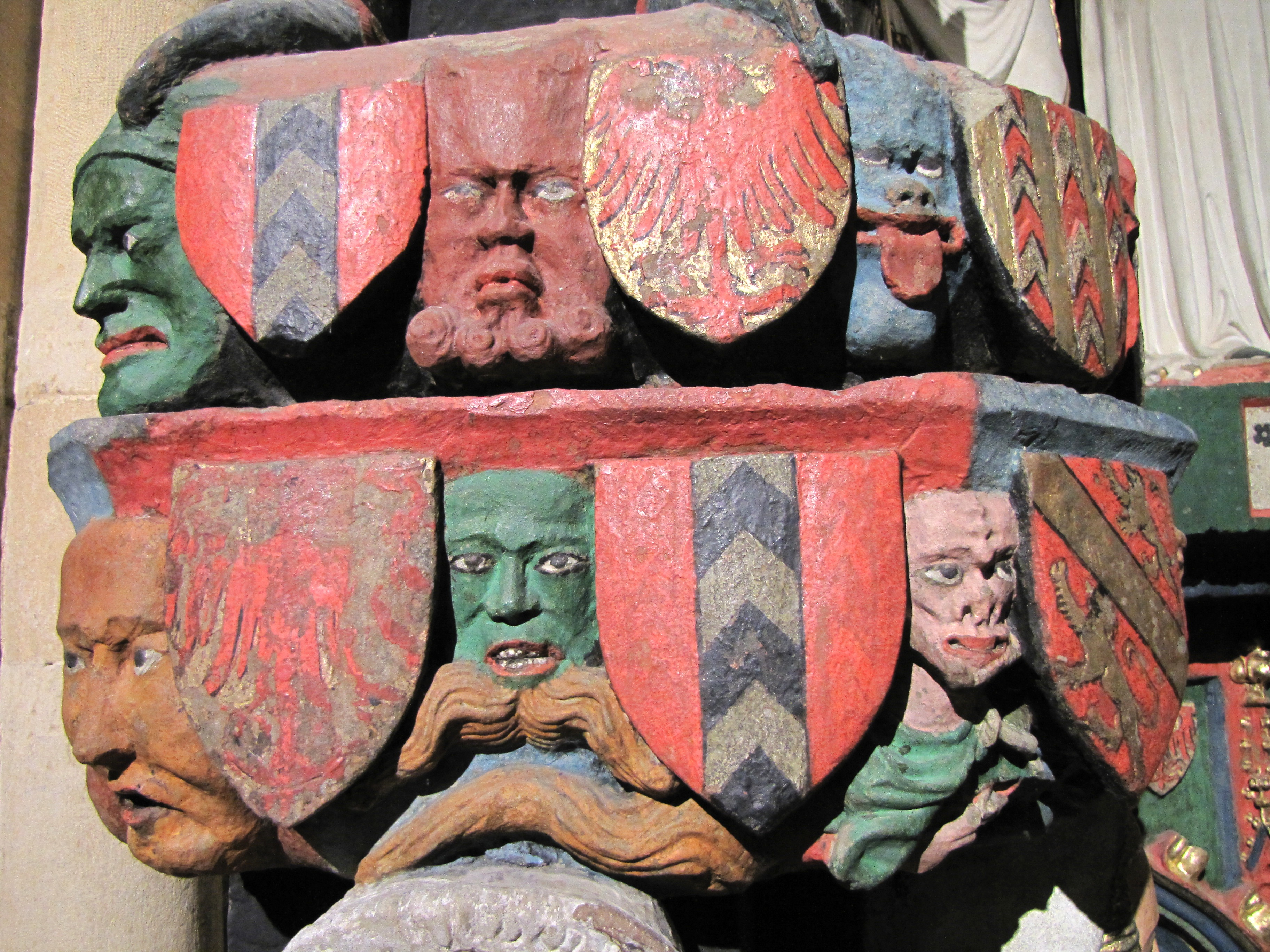
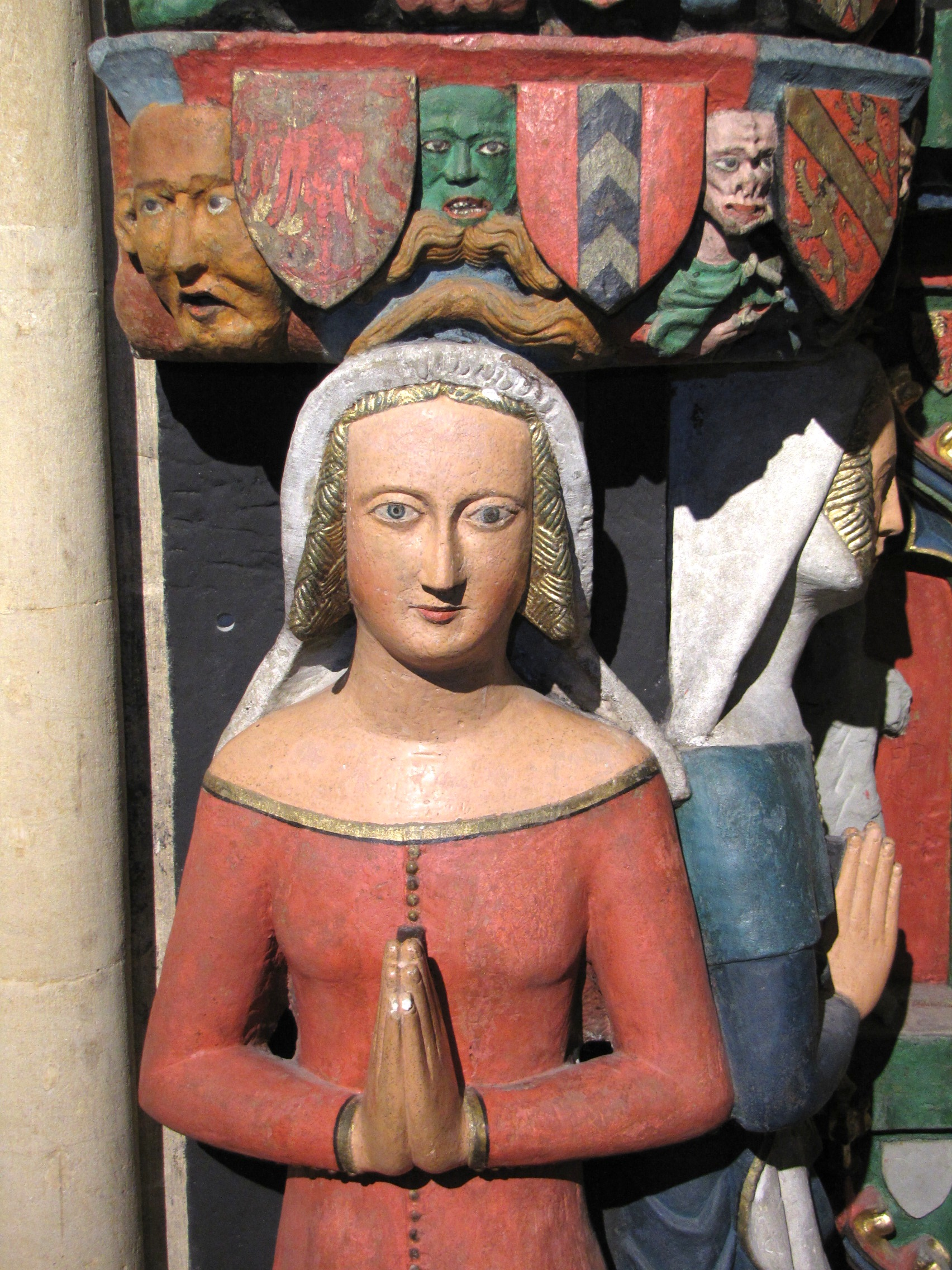
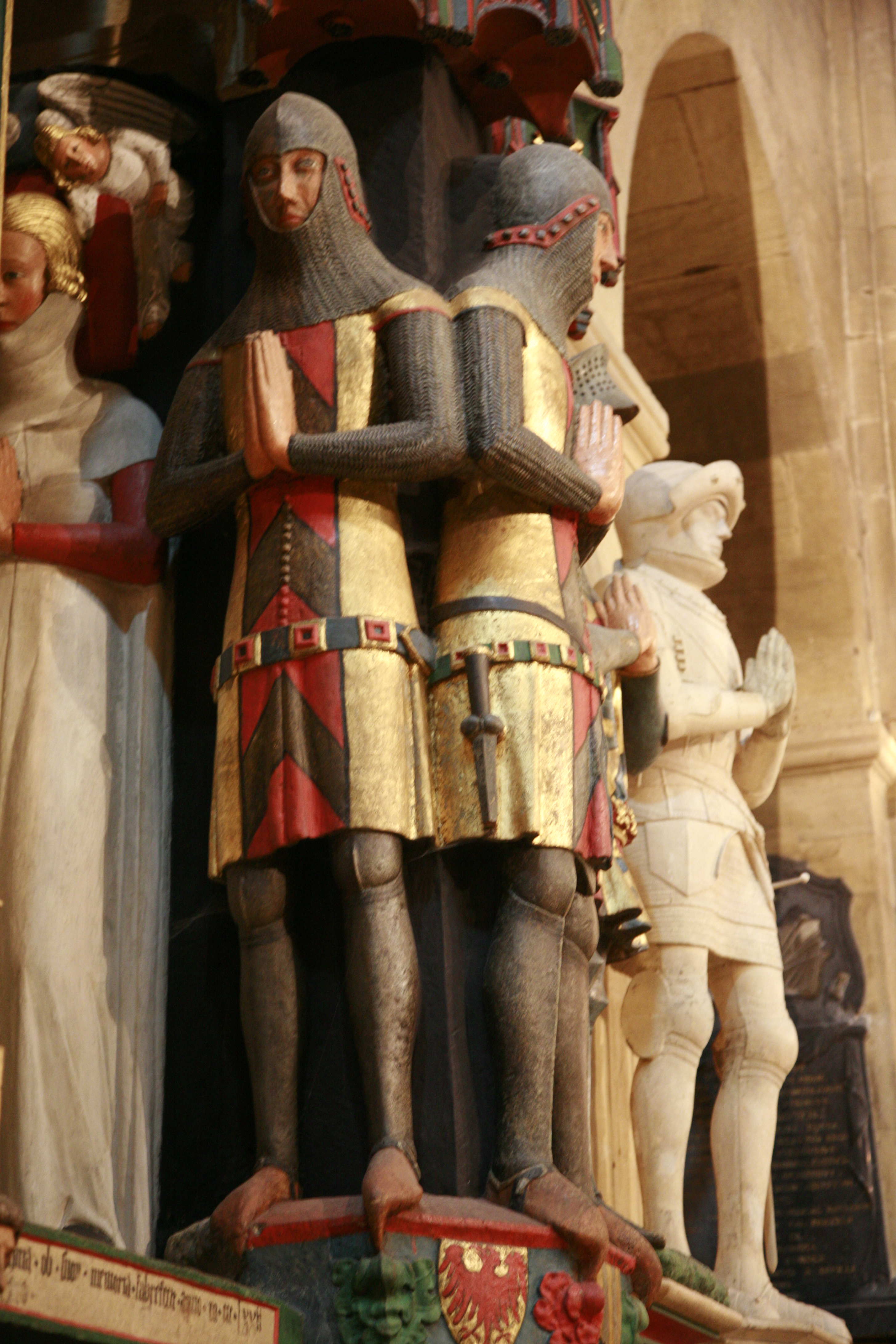

纳沙泰尔牧师会教堂（Collégiale de Neuchâtel，collégiale protestante Notre-Dame de Neuchâtel）是瑞士纳沙泰尔的一座归正宗教堂，建于1190-1276年。已列入瑞士国家和区域重要文化财产名录。
1530年，纪尧姆·法雷尔在纳沙泰尔进行了宗教改革，得到大多数议员投票赞成。1530年10月23日和24日，纳沙泰尔牧师会教堂内带有天主教特征的祭坛、绘画和雕像都被摧毁。

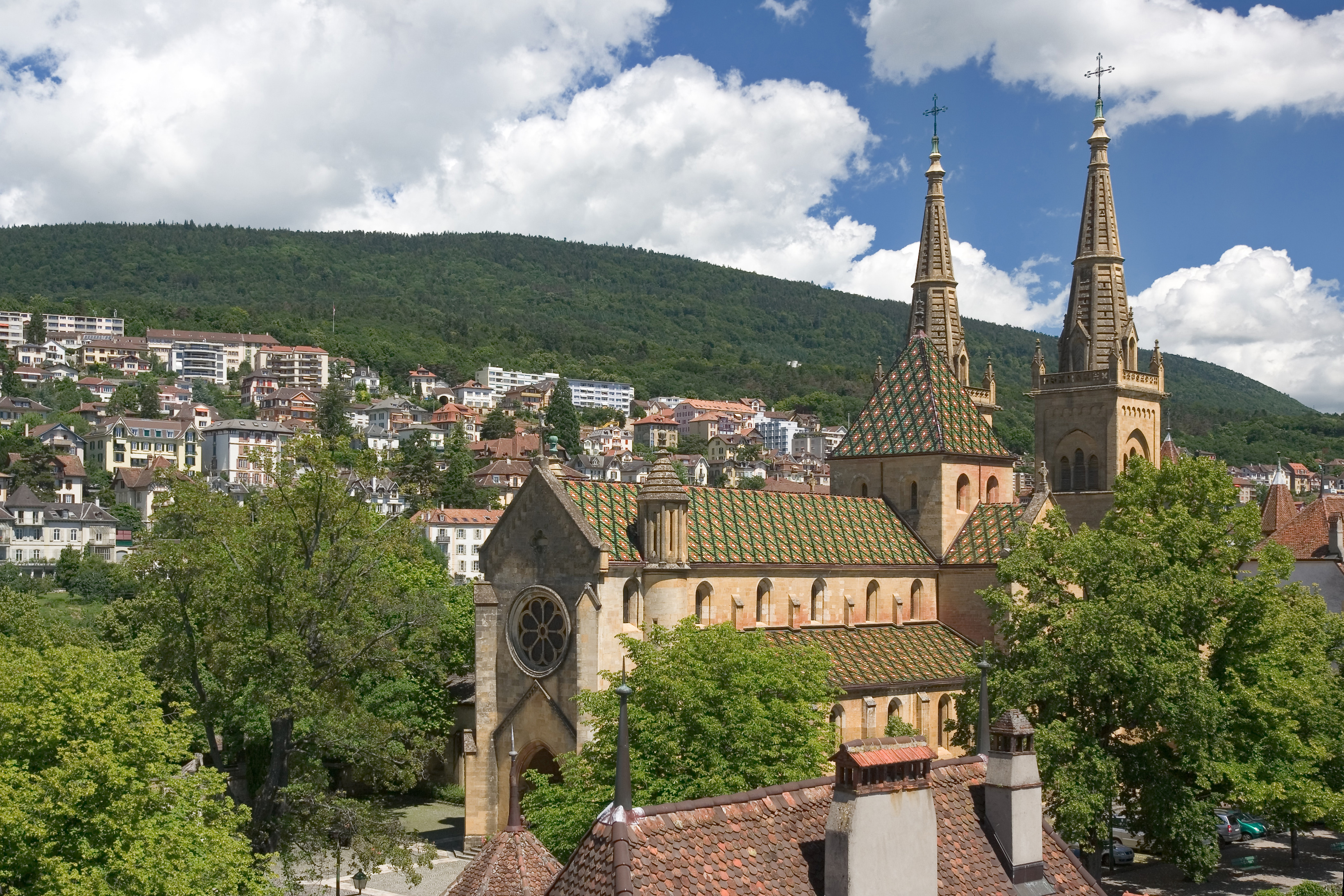

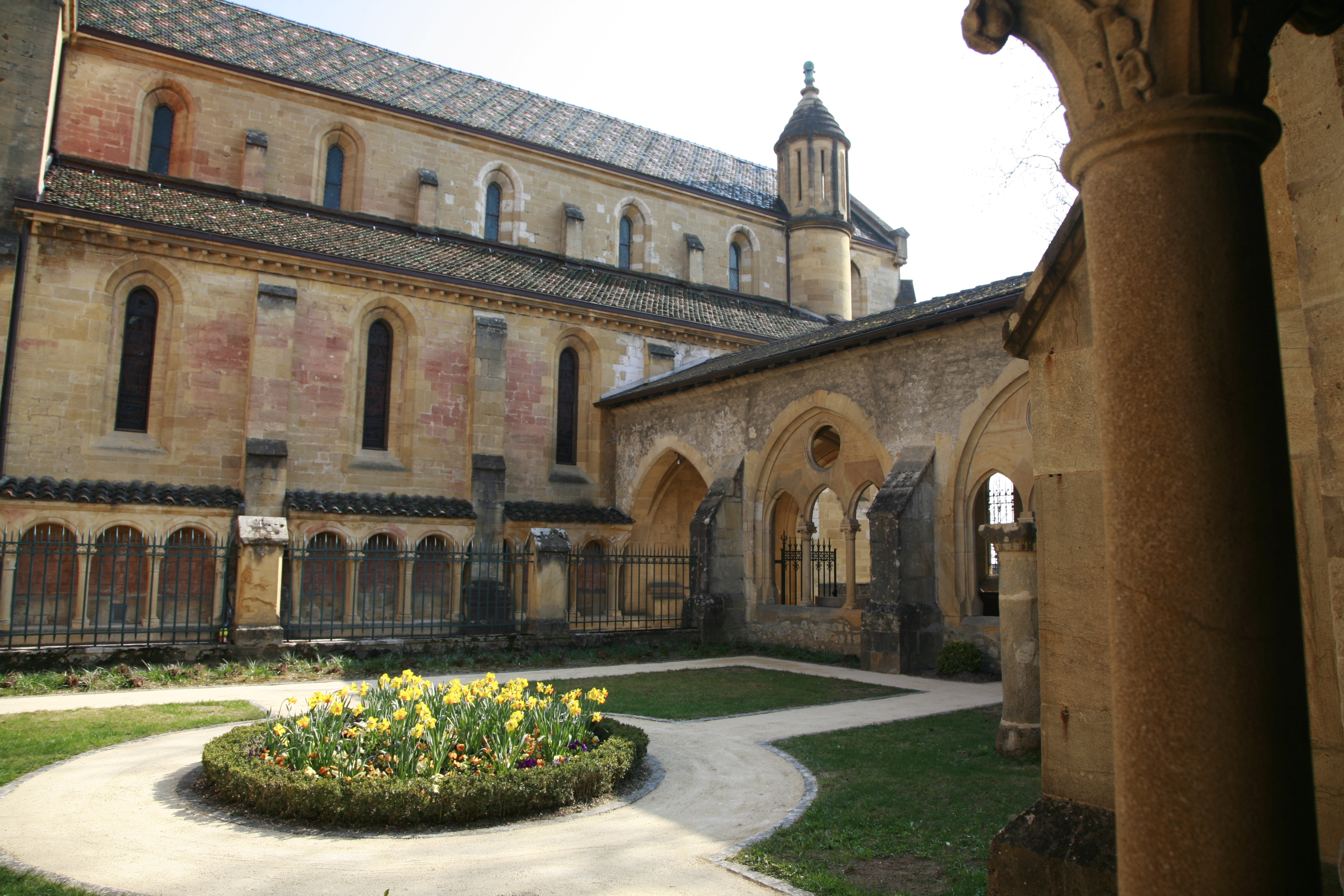
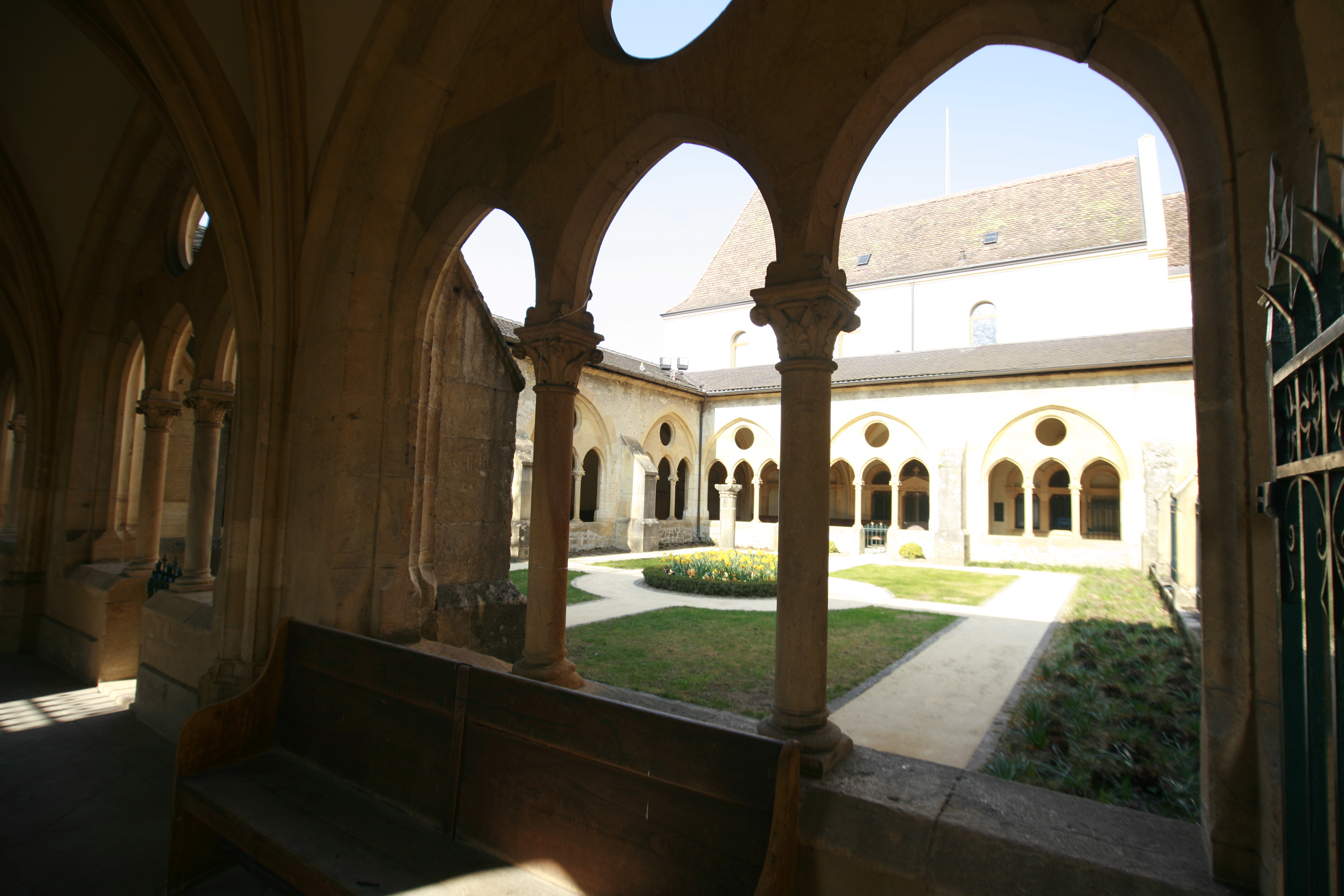
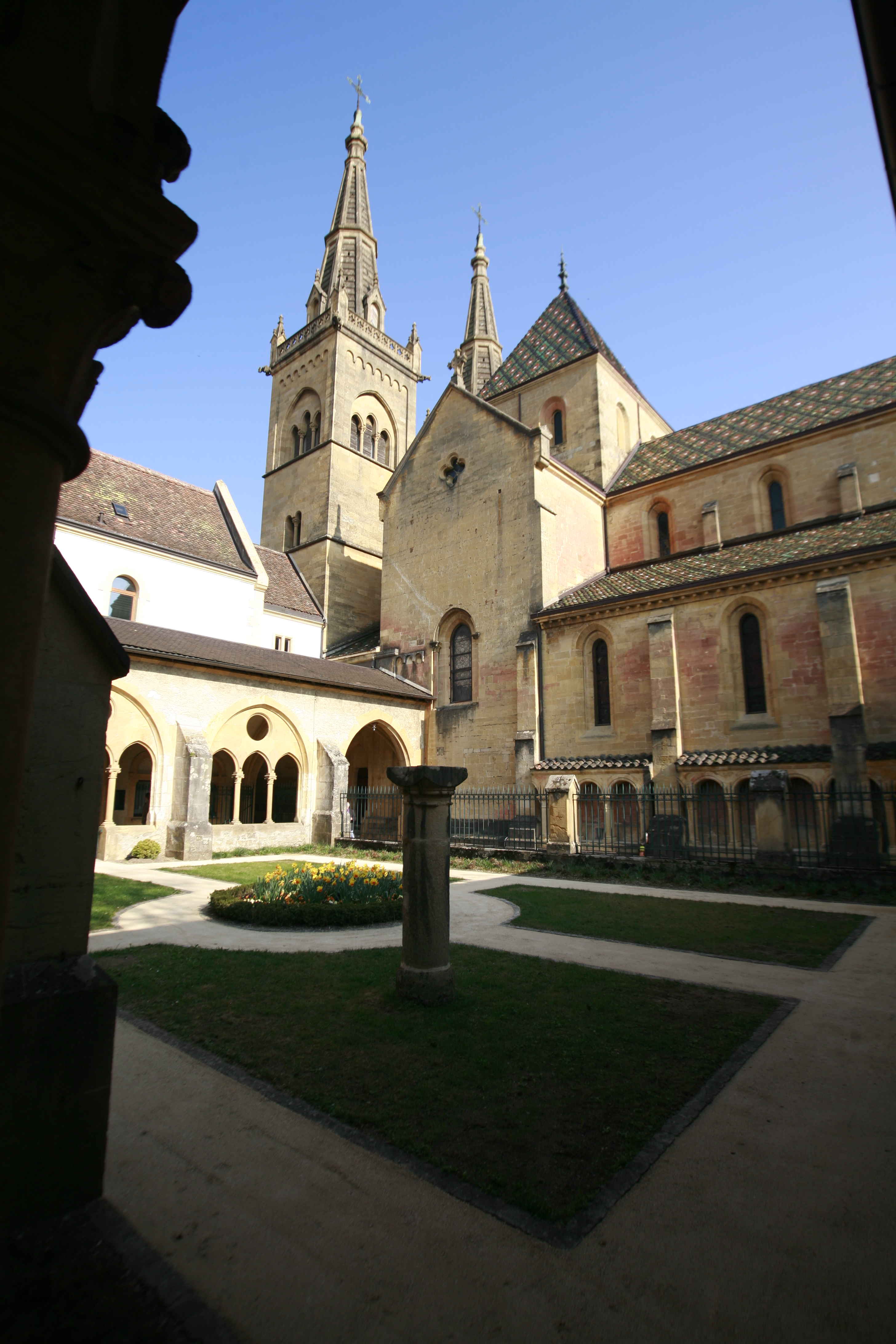
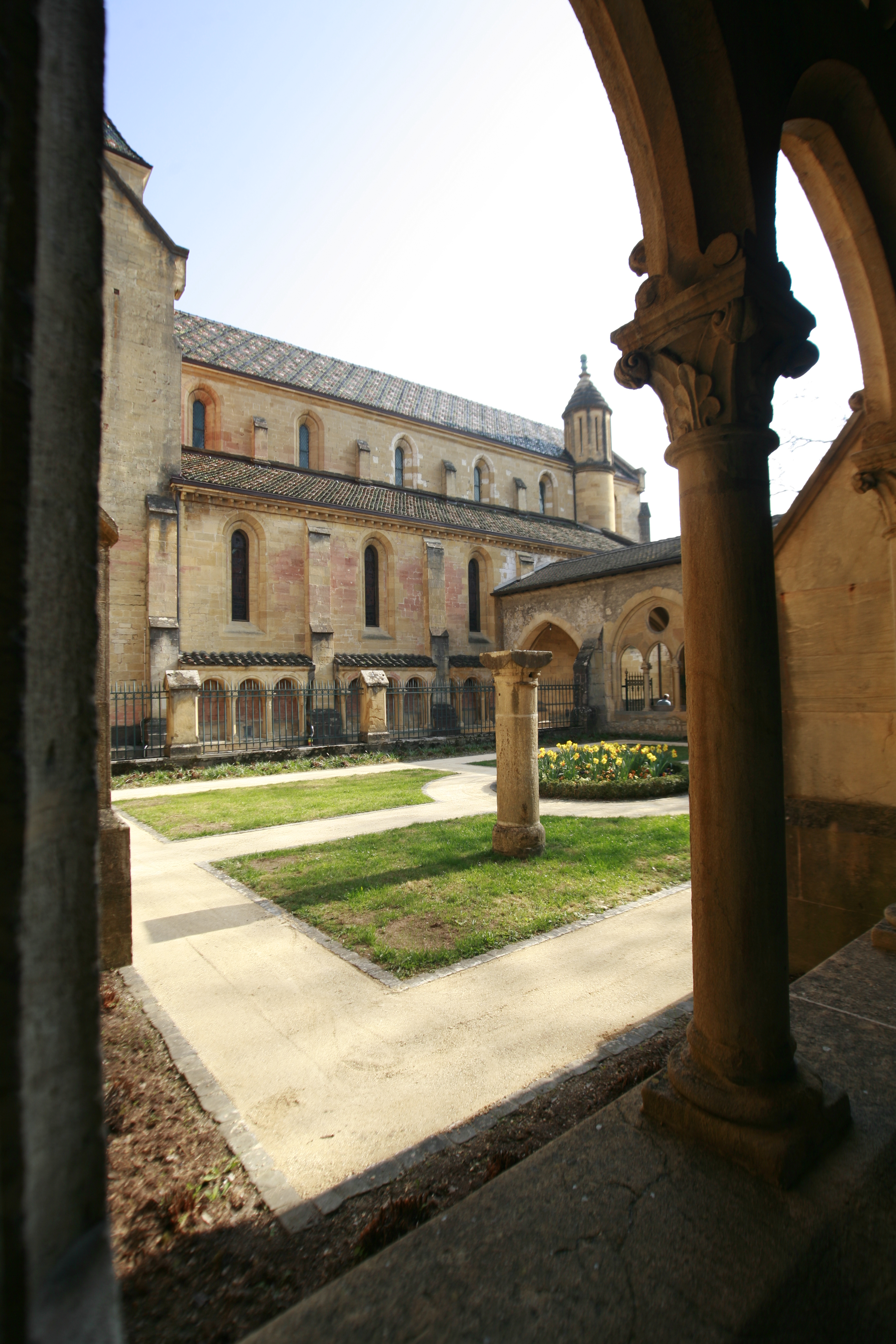
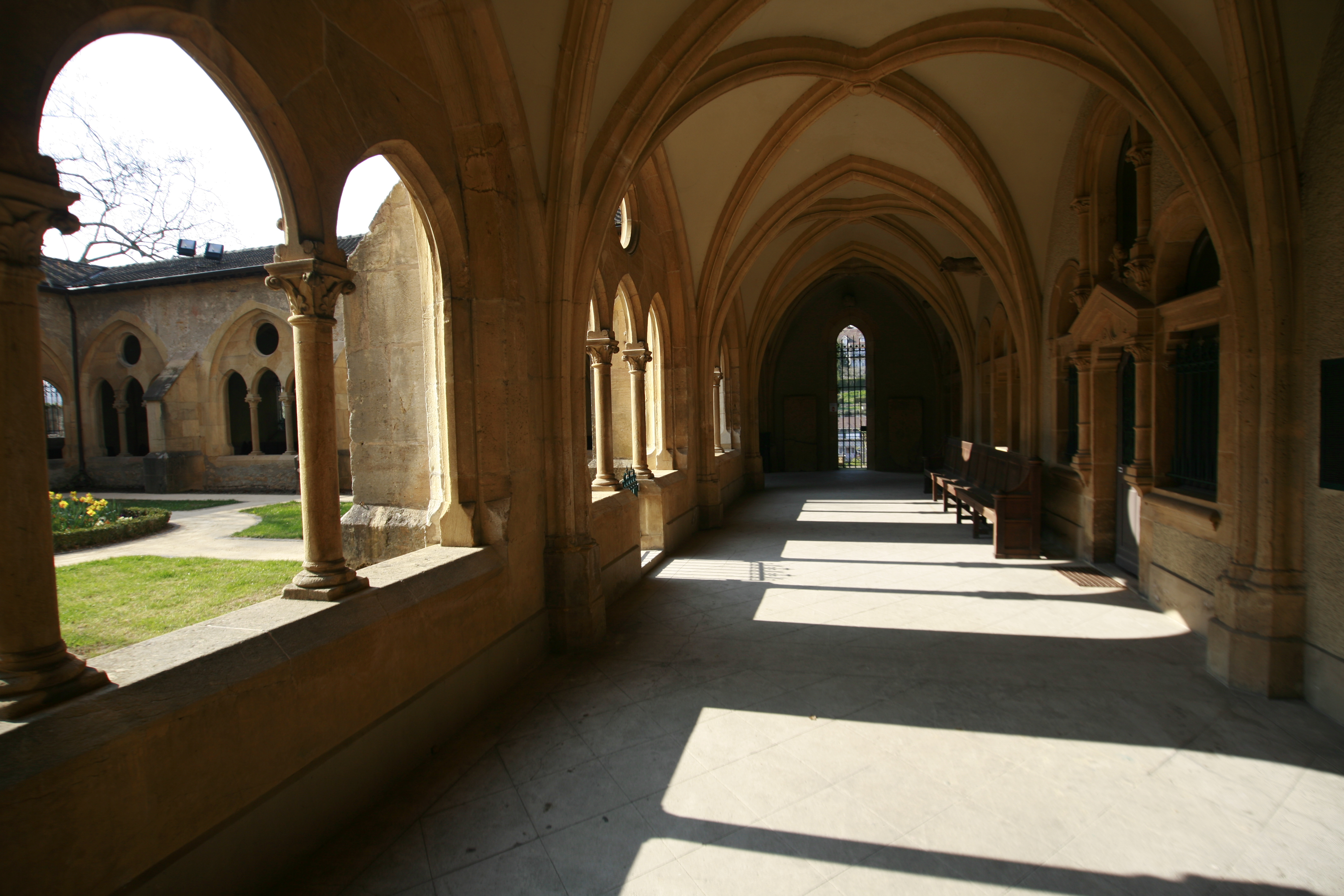